# Dystrykt Gwembe
Dystrykt Gwembe – dystrykt w południowej Zambii w Prowincji Południowej. W 2000 roku liczył 34 133 mieszkańców (z czego 49,4% stanowili mężczyźni) i obejmował 5604 gospodarstw domowych. Siedzibą administracyjną dystryktu jest Gwembe.